# Rzeka epizodyczna
Rzeka epizodyczna, rzeka chwilowa – w Australii nazywana creek, w Afryce ued/wadi – ciek płynący nieregularnie, co pewien czas po ulewnych deszczach na pustyni lub półpustyni.
Występuje także w Polsce – w północnej części województwa wielkopolskiego, w okolicy Piły płynie rzeka Pankawa.